# Kiczora
Kiczora est une localité polonaise de la gmina de Rajcza, située dans le powiat de Żywiec en voïvodie de Silésie.